# Laterallus albigularis
La polluela carrasqueadora, burrito de garganta blanca, gallineta de garganta blanca o polluela goliblanca  (Laterallus albigularis), también conocida como polluela gargantiblanca (Costa Rica), gallineta cuelliblanco (Honduras), polluela gorgiblanca (Nicaragua) o cotarita gargantiblanca (Venezuela), es una especie de ave gruiforme de la familia Rallidae, nativa de América Central y del noroeste de Sudamérica. La especie tipo fue descrita por George Newbold Lawrence en la costa atlántica panameña en 1861.

## Distribución y hábitat
Vive en las regiones tropicales y subtropicales de Centro y Sudamérica, desde el sureste de Honduras y el este de Nicaragua a través de Costa Rica y Panamá, hasta el noroeste de Colombia y oeste de Ecuador. Habita humedales, pantanos, praderas y claros en la selva tropical.

## Comportamiento
En general es bastante tímido y difícil de ver, se identifica principalmente por su fuerte grito de alarma, audible tan pronto como detecta la presencia de un intruso. En caso de amenaza prefiere permanecer inmóvil, apoyándose en su plumaje que es adecuado para el juego de luces y sombras de la maleza. Es particularmente activo en la mañana y al atardecer, cuando sale a áreas abiertas en busca de alimento.
Se alimenta principalmente de insectos, arañas, semillas, juncos y algas. El 90% de las sustancias detectadas en seis estómagos examinados consistía en materia vegetal.

## Subespecies
Se reconocen tres subespecies:
- Laterallus albigularis albigularis (Lawrence, 1861), del suroeste de Costa Rica al oeste de Ecuador.
- Laterallus albigularis cerdaleus Wetmore, 1958, al este de Colombia.
- Laterallus albigularis cinereiceps (Lawrence, 1875),	del sudeste de Honduras al noroeste de Panamá.